# Dumpin'
Dumpin’ – pierwszy album amerykańskiej grupy Psychopathic Rydas wydana w 2000 roku.
Ze względu na fakt iż cały album został nagrany na kradzionych bitach (łamiąc tym samym wszelkiego rodzaju prawa autorskie), można go było otrzymać za darmo wyłącznie po poprawnym odpowiedzeniu na pytania zawarte wewnątrz wkładki do płyty Insane Clown Posse, The Amazing Jeckel Brothers. 

## Lista utworów
1. Dumpin'
2. Skrilla 4 Rilla
3. R-U-A Ryda?
4. Everyday
5. Ryda Hata
6. Slug N Ya Noggin
7. Ghetto Fantasies
8. Who?
9. Killa Ova Nuttin'
10. Plug Dat Puss
11. Back 2 Crack
12. Rydin' 4 Life

## Lista skradzionych beatów
1. Above The Law - "Pistol Grip Pump"
2. Nas - "Street Dreams"
3. MC Ren - "Who in The Fuck"
4. W.C. - "Better Days"
5. Westside Connection - "The World Is Mine"
6. Cypress Hill - "Throw Your Set in the Air (Club Remix)"
7. Ghetto Boys - "Ghetto Fantasy"
8. Cypress Hill - "Illusions (Q-Tip Remix)"
9. MC Ren & Ice Cube - "Comin' After You (T-Mixx Remix)"
10. Westside Connection - "Chedda"
11. Cypress Hill - "Illusions (Muggs Remix)"
12. Snoop Dogg - "Slow Down"